# Gonatopus angustus
Gonatopus angustus är en kallaväxtart som beskrevs av Nicholas Edward Brown. Gonatopus angustus ingår i släktet Gonatopus och familjen kallaväxter. Inga underarter finns listade.